# キュリーエンジン
キュリーエンジン (Curie Engine) とは、強磁性体がキュリー温度まで加熱される事により強磁性を失う性質を利用した熱機関である。

## 原理
強磁性体にはある一定の温度を越えると強磁性を失い、磁場に対する応答が弱い常磁性に転移する性質がある。この転移温度をキュリー温度という。この性質を利用し、熱エネルギーを運動エネルギーに変換する機関がキュリーエンジンである。実用的な熱機関としての性能は内燃機関等に劣るが、熱により磁性を失う現象を視覚的に示せる為、科学の実験で取り上げられる。

## 参考
- キュリーエンジン[リンク切れ]